# Banque nationale de la république de Biélorussie
La Banque nationale de la république de Biélorussie(en biélorusse : Нацыянальны банк Рэспублікі Беларусь; en russe : Национальный банк Республики Беларусь, Natsional'ny bank Riespoubliki Bielarous') est la banque centrale de la Biélorussie. 

## Histoire
Elle a été créée en 1922 à Minsk sous le nom de « Banque républicaine biélorusse » par le Soviet des Commissaires biélorusses. Elle s'est rapidement mise à travailler sous la direction de la Gosbank soviétique. Mettant en place diverses réformes entre 1959 et 1987, elle apparait sous sa forme actuelle en 1990 après la prise d'indépendance du pays vis-à-vis de l'Union soviétique. La RSSB a adopté les lois sur les banques et les activités bancaires en RSS de Biélorussie, entrées en vigueur le 1er janvier 1991. Toutes les institutions bancaires du territoire biélorusse ont été déclarées propriété de la Biélorussie, et la Banque nationale a été créée sur le modèle de la Banque républicaine biélorusse de la Banque d'État de l'URSS. Le 1er avril 1991, la création de la Banque nationale a été finalisée,.
En avril 2023, la Banque nationale de Biélorussie a été ajoutée à la liste des sanctions du Canada.

## Présidents
| Rang | Nom                    | Mandat      |
| ---- | ---------------------- | ----------- |
| 1er  | Nikolai Omelyanovich   | (1986-1991) |
| 2e   | Stanislav Bogdankevich | (1991-1995) |
| 3e   | Tamara Vinnikova       | (1995-1997) |
| 4e   | Gennady Aleynikov      | (1997-1998) |
| 5e   | Pyotr Prakapovich      | (1998-2011) |
| 6e   | Nadezhda Yermakova     | (2011-2014) |
| 7e   | Pavel Kallaur          | (2014-2025) |
| 8e   | Roman Golovtchenko     | (2025- )    |